# Baie de Corpus Christi

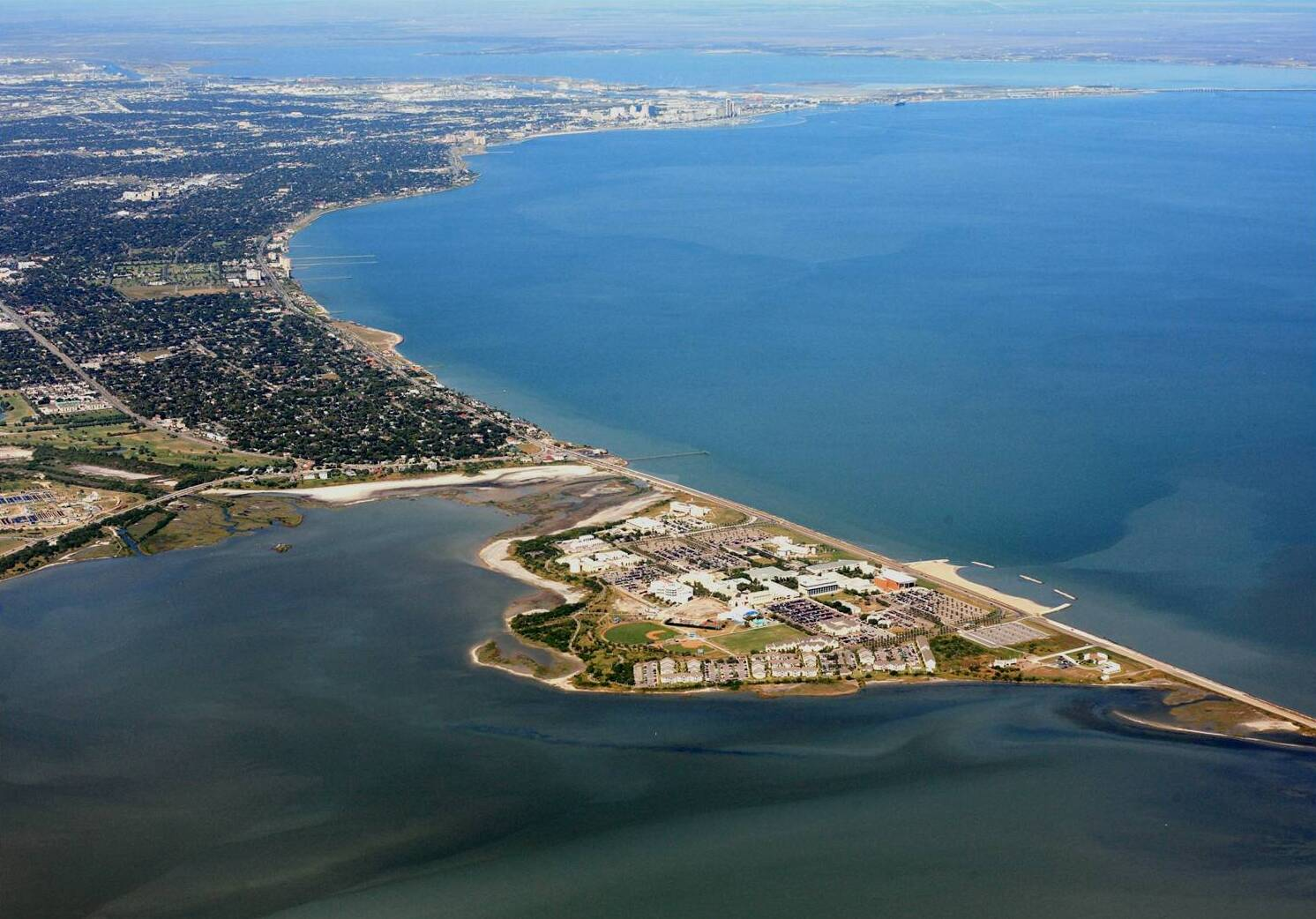
Baie de Corpus Christi

La baie de Corpus Christi (en anglais : Corpus Christi Bay) se trouve sur le littoral du Texas, dans une région semi-aride du golfe du Mexique. La Nueces River s'y jette.